# بانک لیتوانی
بانک لیتوانی (به لاتین: Bank of Lithuania) یک بانک مرکزی در لیتوانی است.بانک لیتوانی بخشی از نظام اروپایی بانک‌های مرکزی است.تا سال ۲۰۱۵ این بانک مسئولیت صادر کردن پول رایج پیشین لیتوانی ، یعنی لیتاس را بر عهده داشت.